# Steven Woolfe

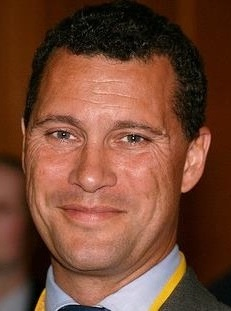
Steven Woolfe

Steven Woolfe (* 6. Oktober 1967 in Manchester) ist ein britischer Politiker (ehemals UK Independence Party).

## Leben
Woolfe ist afro-amerikanischer, irisch-katholischer und jüdischer Herkunft und wuchs in Manchester auf. Er studierte Rechtswissenschaften. Nachdem er sich zum Barrister qualifiziert hatte, wurde er in dem Beruf des Anwaltes nicht tätig, sondern wandte sich der Finanzbranche zu. Er ist Rechtsberater innerhalb eines Unternehmens, welches unter anderem Hedgefonds, Banken und Öl-Gesellschaften betreut.

## Politik
Woolfe ist innerhalb der UKIP Sprecher der Black & Minority Ethnic Association der Partei und gleichzeitig Vertreter der UKIP gegenüber der City of London. Er war bis Juli 2014 Sprecher der UKIP in Migrationsfragen und Finanzangelegenheiten.
Seit der Europawahl 2014 ist Woolfe Mitglied des Europäischen Parlaments. Dort ist er Mitglied im Ausschuss für Wirtschaft und Währung.
Am 6. Oktober 2016 musste Woolfe nach einer tätlichen Auseinandersetzung mit seinem Kollegen Mike Hookem bei einer UKIP-Sitzung im Europäischen Parlament in Brüssel für mehrere Tage in einem Krankenhaus behandelt werden. Nach dem Vorfall erklärte Woolfe, dass er keine Absichten mehr habe, wie ursprünglich beabsichtigt, für die Nachfolge der überraschend zurückgetretenen UKIP-Vorsitzenden Diane James zu kandidieren. Er werde stattdessen die Partei verlassen. Diese sei nach dem für die UKIP erfolgreichen EU-Austrittsreferendum und nach dem Rücktritt des ehemaligen Vorsitzenden Nigel Farage im Juni/Juli 2016 „unregierbar“ geworden. UKIP befinde sich „in einer Abwärtsspirale“.